# Neopoeciloderma lepturoides
Neopoeciloderma lepturoides är en skalbaggsart som först beskrevs av Jacquelin du Val 1857.  Neopoeciloderma lepturoides ingår i släktet Neopoeciloderma och familjen långhorningar.
Artens utbredningsområde är:
- Kuba.
- Haiti.

Inga underarter finns listade i Catalogue of Life.